# 쑨지하이
쑨지하이(중국어 간체자: 孙继海, 정체자: 孫繼海, 병음: Sūn Jìhǎi, 1977년 9월 30일 ~ )는 중국의 전 축구 선수이다. 포지션은 오른쪽 풀백이며, 최근까지 베이징 런허에서 활약했다.

## 클럽 경력
쑨지하이는 1995년 다롄 완다에서 프로 축구에 데뷔하였고, 1999년 국가대표팀 동료인 판즈이가 있는 잉글랜드 프리미어리그의 크리스털 팰리스 FC로 이적하였다. 하지만 인상적인 모습을 보이지 못하며 1999년 팀명이 변경된 친정팀 다롄 스더로 복귀하였고, 2002년 잉글랜드 프리미어리그의 맨체스터 시티 FC로 이적하여 잉글랜드 무대에 복귀하였다. UEFA컵 2003-04 시즌에서는 토탈 네트워크 솔루션을 상대로 중국 출신으로는 처음으로 유럽 대회에서의 골을 기록하였다. 좋은 모습을 보인 뒤 2008년 7월 2일 풋볼 리그 챔피언십의 셰필드 유나이티드 FC로 이적하였고, 2009년 중국 슈퍼리그의 청두 블레이즈로 이적하여 중국 무대에 복귀하였다. 2010년 산시 중젠 찬바로 다시 이적하였다.

## 국가대표팀 경력
쑨지하이는 1996년 12월 6일 우즈베키스탄과의 경기로 중국 국가대표팀에 데뷔하였고, 보라 밀루티노비치 감독의 신임을 얻어 2002년 FIFA 월드컵에서도 참가하였다. 하지만 코스타리카와의 조별 예선 첫 경기에서 17분 마우리시오 솔리스에게 발목 부상을 당하여 25분 교체되었고, 이후 남은 두 경기에 출전하지 못하였다.

## 수상 내역

### 개인
- 1998년 중국 축구 협회 올해의 신인상

### 클럽
- 다롄 스더
  - 지아 A리그 우승 6회 : 1996년, 1997년, 1998년, 2000년, 2001년
  - 중국 FA컵 우승 1회 : 2001년
  - 중국 FA 슈퍼컵 우승 3회 : 1997년

### 국가대표팀
- 2004년 AFC 아시안컵 준우승